# 경기도청 북부청사 365열린도서관
경기도청 북부청사 365열린도서관은 경기도 의정부시 신곡동에 있는 도서관으로 현재는 운영이 중단 된 상태이다.

## 이용 안내
이용 시간
- 평일, 주말 : 09:00~18:00

휴관일
- 국경일
- 명절연휴

## 같이 보기
- 경기도행정도서관